# Perisphaerus inaequalis
Perisphaerus inaequalis är en kackerlacksart som först beskrevs av Hanitsch 1931.  Perisphaerus inaequalis ingår i släktet Perisphaerus och familjen jättekackerlackor. Inga underarter finns listade i Catalogue of Life.